# 新克勒济耶
新克勒济耶（法語：Creuzier-le-Neuf，法語發音：[kʁøzje lə nœf]）是法国阿列省的一个市镇，位于该省东南部，与旧克勒济耶相邻，属于维希区。

## 地理
新克勒济耶（46°10'57"N, 3°26'59"E）面积10.88 平方千米，位于法国奥弗涅-罗讷-阿尔卑斯大区阿列省，该省份为法国中部省份，北起涅夫勒省、西北接谢尔省，西南至克勒兹省，南至多姆山省，东南临卢瓦尔省，东临索恩-卢瓦尔省。
与新克勒济耶接壤的市镇（或旧市镇、城区）包括：博斯、旧克勒济耶、屈塞、圣日耳曼代福塞、瑟耶。

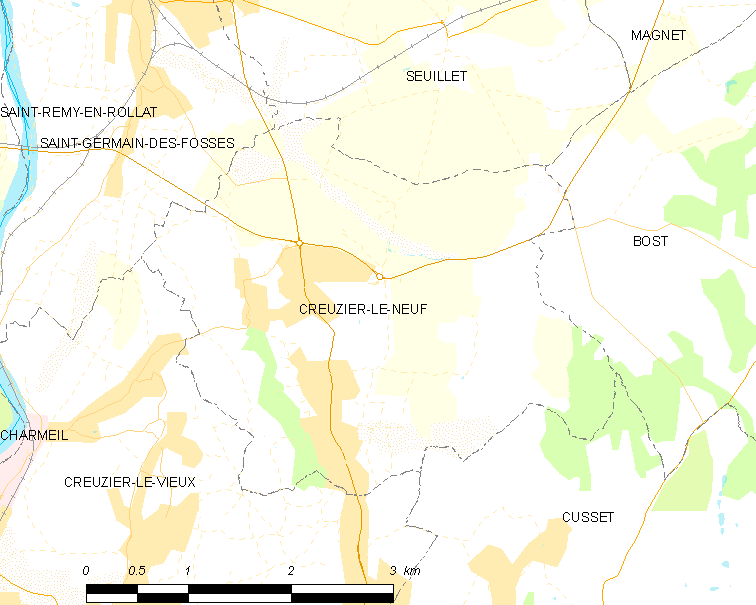
新克勒济耶的OSM定位图

新克勒济耶的时区为UTC+01:00、UTC+02:00（夏令时）。

## 行政
新克勒济耶的邮政编码为03300，INSEE市镇编码为03093。

## 政治
新克勒济耶所属的省级选区为屈塞县。

## 人口

1962-2008年间新克勒济耶人口变化图示

新克勒济耶于2022年1月1日时的人口数量为1235人。